# Kunitaka Sueoka
Kunitaka Sueoka, född 1 februari 1917 i Hiroshima prefektur, Japan, död november 1998, var en japansk fotbollsspelare.